# Sylph emew
sylph emew（シルフ・エミュー）は、2010年に結成された滋賀県出身の5人組ロックバンド。
2017年12月にギターのshinyaが脱退後はボーカルの良夢が『その姿、変えても尚｡』名義でsylph emewの曲を使用してライブ活動を継続していたが、2018年12月にsylph emewとしてのライブ活動を再開。2020年2月2日に解散。

## 来歴
- 2010年
  - 4月、バンド結成。当初はボーカル良夢のソロライブのバックバンドとして、集まったメンバーで1日限りのライブを行うだけの予定だった[1]。
  - 10月、1stミニアルバム『flap』発売。
- 2011年
  - 4月、1000枚限定シングル『Proof』を無料配布。
  - 7月、2ndミニアルバム『grasp』発売。
- 2012年
  - 1月、1stシングル『マニュファクチュア』発売。
  - 7月、3rdミニアルバム『Awkward』発売。
- 2013年
  - 8月、2ndシングル『CHEST』発売。
  - 11月、3rdシングル『Long Film』発売。
- 2014年
  - 1月1日、ドラムのTAKAHIROが加入。
  - 10月、1stアルバム『&』発売。
- 2016年
  - 4月、1stEP『アンコントローラブル』発売。Track.3「リリィ・ジョーカー」には地元の先輩バンドであるSKA FREAKSのTak(T.Sax)とHiroki(Tb)がホーン隊としてゲスト参加[2]。
- 2017年
  - 12月12日、ギターのshinyaが脱退。
- 2019年
  - 10月30日、2020年2月2日の CLUB 3STAR IMAIKE 公演をもって解散することを発表。
- 2020年
  - 1月26日、彦根COCOZAでの公演で残り2本ということもあり、ギターのshinya再加入。
  - 2月2日、 CLUB 3STAR IMAIKEでラストライブ『解体の儀』を開催。会場で最後の新曲「カルマ」を披露し解散。

## メンバー
良夢 - ボーカル、キーボード
4月7日生まれ。ex.HAG
愛称はちゃんらむ。
K - ギター
9月25日生まれ。ex.HAG
愛称はパパ。
shinya - ギター
5月19日生まれ。
愛称は王子。
2017年12月12日に一度脱退するも2020年1月26日に再加入。
シゲ - ベース
6月11日生まれ。
sylph emewのリーダー。
TAKAHIRO - ドラムス
11月4日生まれ。
愛称はてぃP。

## ディスコグラフィー

### シングル
|     | 発売日         | タイトル           |
| --- | -------------- | ------------------ |
|     | 2011年4月      | Proof              |
| 1st | 2012年1月15日  | マニュファクチュア |
| 2nd | 2013年8月4日   | CHEST              |
| 3rd | 2013年11月16日 | Long Film          |

### タイアップ
| 楽曲                | タイアップ                                                |
| ------------------- | --------------------------------------------------------- |
| 雨ノチ君へ          | びわ湖放送 『高校野球ハイライト』 2010 オープニングテーマ |
| 跳べ                | びわ湖放送 『高校野球ハイライト』 2011 オープニングテーマ |
| for Prayer          | びわ湖放送 『高校野球ハイライト』 2012 オープニングテーマ |
| light your way      | びわ湖放送 『高校野球ハイライト』 2013 オープニングテーマ |
| UNDERGROUND→        | びわ湖放送 『高校野球ハイライト』 2014 オープニングテーマ |
| GET OVER            | びわ湖放送 『高校野球ハイライト』 2015 オープニングテーマ |
| Arrival of the Wind | びわ湖放送 『高校野球ハイライト』 2016 オープニングテーマ |
| lubble              | びわ湖放送 『高校野球ハイライト』 2017 オープニングテーマ |

## ラジオ
- 夕やけホッとTIME

エフエムひこねで火曜日17:00から放送。
MCは良夢、Kの2人が担当。